# Женщина (фильм, 1932)
«Женщина» — советский чёрно-белый фильм 1932 года режиссёра Ефима Дзигана о деревенских женщинах в годы коллективизации, в котором режиссёр «сделал попытку проследить становление характера крестьянки, стремящейся занять положение наравне с мужчиной».
В 2017 году фильм был показан в рамках специального проекта Музея истории белорусского кино, показ был посвящён Международному женскому дню.

## Сюжет
Обратившись к судьбам четырёх женщин, авторы рассказывали о тех противоречиях, в которых рождалось новое в сознании и быту крестьян. Авторы стремились показать, как трудно шли к новому люди с унаследованными от прошлого старыми привычками, воззрениями, как ломали в себе вековую забитость, рабскую покорность судьбе, как с трудом, болью, слезами преодолевали человеческую отчужденность друг от друга.

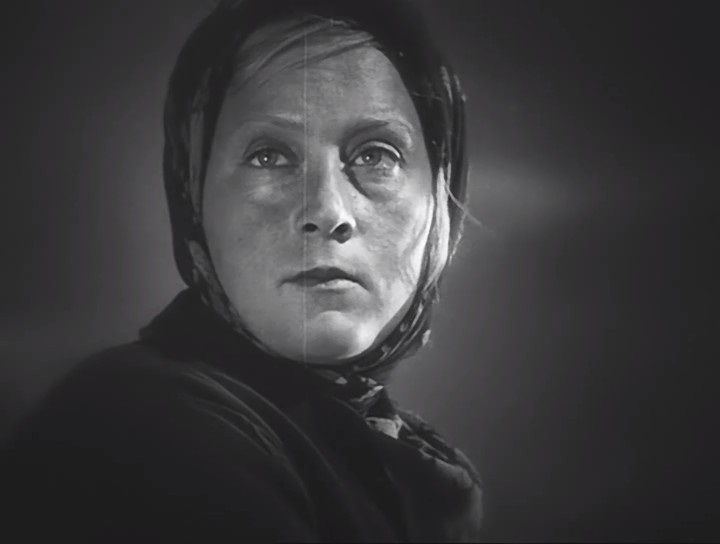
Машка (актриса Раиса Есипова)

Начало 30-х годов, в одной из далёких деревень создаётся колхоз, ломая порождённый вековой отсталостью старинный уклад.
Фильм начинается со сцены, в которой мужики удивленно смотрят вдаль, где из-за горизонта появляется трактор… и трактористка Анька, которую родственники упрекают в идейности и уходу от патриархальных ценностей.
Молодая крестьянка Машка тоже хочет взять в свои руки управление трактором и свой судьбой — но взятый ею без спросу первый в деревне трактор остаётся цел лишь благодаря подоспевшей Аньке. Под насмешки односельчан Машка идёт устраиваться на работу в тракторную бригаду, но её берут только поварихой. Но она не сдаётся — и крадёт из гаража учебники по механизации, чтобы выучиться и доказать трактористам, что и она не хуже их.
На помощь приходит председатель колхоза Петрович — женщина руководитель, поручающая старой вдове Ульяне, которая поначалу со злобой смотрит на изменение деревни, создать в деревне ясли, чтобы Машка и другие девушки могли оставить на время работы маленьких детей.
Несмотря на угрозы, а затем и избиения мужа, сжигающего учебники по механизации, которые по его мнению отвлекают жену от ведения хозяйства и присмотра за детьми, Машка не собирается отступиться от цели.
Работая поварихой в тракторной бригаде, Машка получает доступ к трактору и досконально его изучает, и когда в один момент механизаторы оказываются не в состоянии починить сломавшийся трактор — с легкостью устраняет поломку.
Видя в ней способности к механизации, её переводят в ремонтную мастерскую МТС, но там она претерпевает унижения и постоянные придирки от механика и его помощника.
Как-то мастер, желая развлечь друзей, решает подшутить над «лезущей не в свое дело» бабой: приказывает Машке подать деталь из горна, зная, что та ещё не остыла. Ничего не подозревая, Машка достаёт деталь, и лицо её искажается от сильной боли — под общий смех механизаторов, который сразу же затихает — Машка не бросает раскалённую деталь, а держа её в руках, со словами «На, возьми», медленно направляется к пятящемуся от неё мастеру — ведь тот сам хотел, чтобы она дала ему…

Возникает интересный монтажный ряд: роды — акушерка вытирает щипцы, мастерская — механик щипцами берет угли. Соединение двух тем: механик издевательски заставляет героиню взять раскаленный болт руками, она несет деталь, превозмогая боль. Параллельный монтаж — рожающая женщина, символ неистощимого терпения.— Искусство кино, 1993

По большому счету это фильм о становлении новой женственности как двигателе прогресса, в сущности, приравниваемой к трактору, который надо заслужить, получить, изучить и обуздать. Анька, нашедшая в себе силы восстать против патриархального уклада, получает в управление не только трактор, но и собственное тело, теперь не мужчина ей диктует, как жить следует, а она назначает приглянувшемуся ей парню свидание: «Приходи, Мишка… В праздник… В лес… Ждать буду…». Героическая Анька, трактористка Машка, разродившаяся председательша, возглавившая общественные ясли Ульяна, довольные дети и спокойно «дышащая» Земля — все это составляет теперь суть советской Женщины.— киновед С. А. Смагина, 2007 год

## В ролях
Эта картина, как и другие ленты, посвящённые становлению нового человека, создавали мир, скорее желанный, чем реальный.
Однако, благодаря отточенности актёрского исполнения экранные образы обретали живые черты и убедительность.
- Раиса Есипова — Машка
- Любовь Мозалевская — Ульяна
- Татьяна Сукова — Петрович
- Вера Бендина — Анька
- В. Стукаченко — директор МТС
- Валентин Пионтковский — мастер МТС
- Павел Молчанов — агроном
- Ефим Николаев — Степан
- Сергей Ланговой — муж Машки

## Съёмочная группа
- Автор сценария: Иван Иванов
- Режиссёр: Ефим Дзиган
- Сорежиссёр: Борис Шрейбер
- Оператор: Наум Наумов-Страж

## Критика
Фильм резко критиковался за иллюстративность, претензии критиков в духе времени типично сводились «к выискиванию отдельных примеров формализма и натурализма».

Фильм «Женщина» вызвал ожесточенную полемику в печати. Споры коснулись и вопросов операторского мастерства.

В фильме есть сцена, в которой кулак живописует блага дореволюционного житья. Речь кулака, даваемая в титрах, иллюстрировалась кадрами, смысл которых резко противоречил его утверждениям. Эти сцены снимались с подчеркнуто стилизованной живописностью, как бы обнажая фальшь кулацких россказней. Это был острый операторский приём.— Искусство кино, 1963 год

Наиболее удачен эпизод в мастерской МТС. Подобных интересных эпизодов в картине, к сожалению, немного. Глубокое исследование характеров чаще всего подменялось прямолинейной иллюстрацией. Недостаточно отчетливо была передана режиссёром атмосфера действия, — быт деревни в переломный период коллективизации.— История советского кино, Том 1, 1969 год
Киновед В. И. Смаль отметил, что критика не всегда была объективной:

Одна из лучших в фильме «Женщина» чисто жанровая, бытовая сцена у колодца, когда крестьянки во время драки обливают друг друга водой, была объявлена натуралистической.
Отмечено, что начало фильма — сцена где мужики удивлённо смотрят в даль где из-за горизонта появляется трактор — перекликается с фильмом А. Довженко «Земля» в котором есть похожая сцена, а замыслом своим он как бы предварял фильм А. Зархи и И. Хейфица «Член правительства»

### Игра актёров
Киновед В. И. Смаль отметил исполнение роли Машки в исполнении актрисы Раисы Есиповой:

Наиболее интересно был разработан характер Машки (арт. Р. Есипова) — женщины новой социалистической эпохи, которая, преодолевая насмешки односельчан и сопротивление своего недальновидного мужа, считавшего, что женское дело — дети и хозяйство, становится трактористкой.
Историк кино Алексей Тремасов лучшей ролью Есиповой назвал «простую, забитую жизнью крестьянку Машу в фильме „Женщина“ (1932). Её героиня пожелала выбраться из дебрей крестьянского быта, привязанности к дому, хозяйству, захотела стать механиком и достигла, в итоге, своей цели».
Также критика выделяет игру Любви Мозалевской — это второе появление актрисы на экране, при этом отмечается, что эта её роль стала как бы продолжением её небольшой роли колхозницы из первого фильма — «Боям навстречу», и была идеально сыграна актрисой, которая исподволь раскрыла грани характера персонажа:

Надломленный, но не сломленный человек постепенно выпрямляется, чтобы жить, а не существовать, смотреть на мир прямо, открыто, а не боязливо, испуганно . Человек этот — Ульяна Мозалевской, сыгранная актрисой с той внутренней отдачей, с тем присущим ей умением раствориться в образе, когда трудно представить в данной роли иного исполнителя.— Экран и культурное наследие Беларуси, 2011 год